# بندقية إم 1752
كانت بندقية ام 1752 سلاحًا ناريًا يتم تحميله من الفوهة تم اختراعه في عام 1752 واستخدمه الجيش الإسباني منذ ذلك الحين حتى تم استبداله على نطاق واسع ببنادق Minié الأكثر فعالية خلال منتصف القرن التاسع عشر. كانت ام1752 أول بندقية ذات مدفع طويل موحد يستخدمها الجيش الإسباني وتم نشرها في المستعمرات الأمريكية الإسبانية ، حيث شهد نشاطًا خلال معركة هافانا . قدمت إسبانيا أيضًا حوالي 10000 إلى 12000 بندقية للمتمردين الأمريكيين خلال الثورة الامريكية .  
أثبت هذا السلاح أنه تقليدي في تلك الفترة، وحافظ على عمر خدمة طويل تحت حكم التاج الإسباني وتم نشره في مختلف قوات الخطوط الأمامية عبر مختلف الممتلكات الإسبانية. كان الطراز 1752 منتشرًا على نطاق واسع حتى منتصف خمسينيات القرن التاسع عشر، وفي ذلك الوقت كان المزيد والمزيد من القوات المقاتلة تتبنى بنادق Minié ذات الكرة الطويلة الأكثر حداثة (المصنفة على أنها " البنادق المسدسة ").

شهد الطراز ام1757 بعض التعديلات اللاحقة في عامي 1755 و1757.

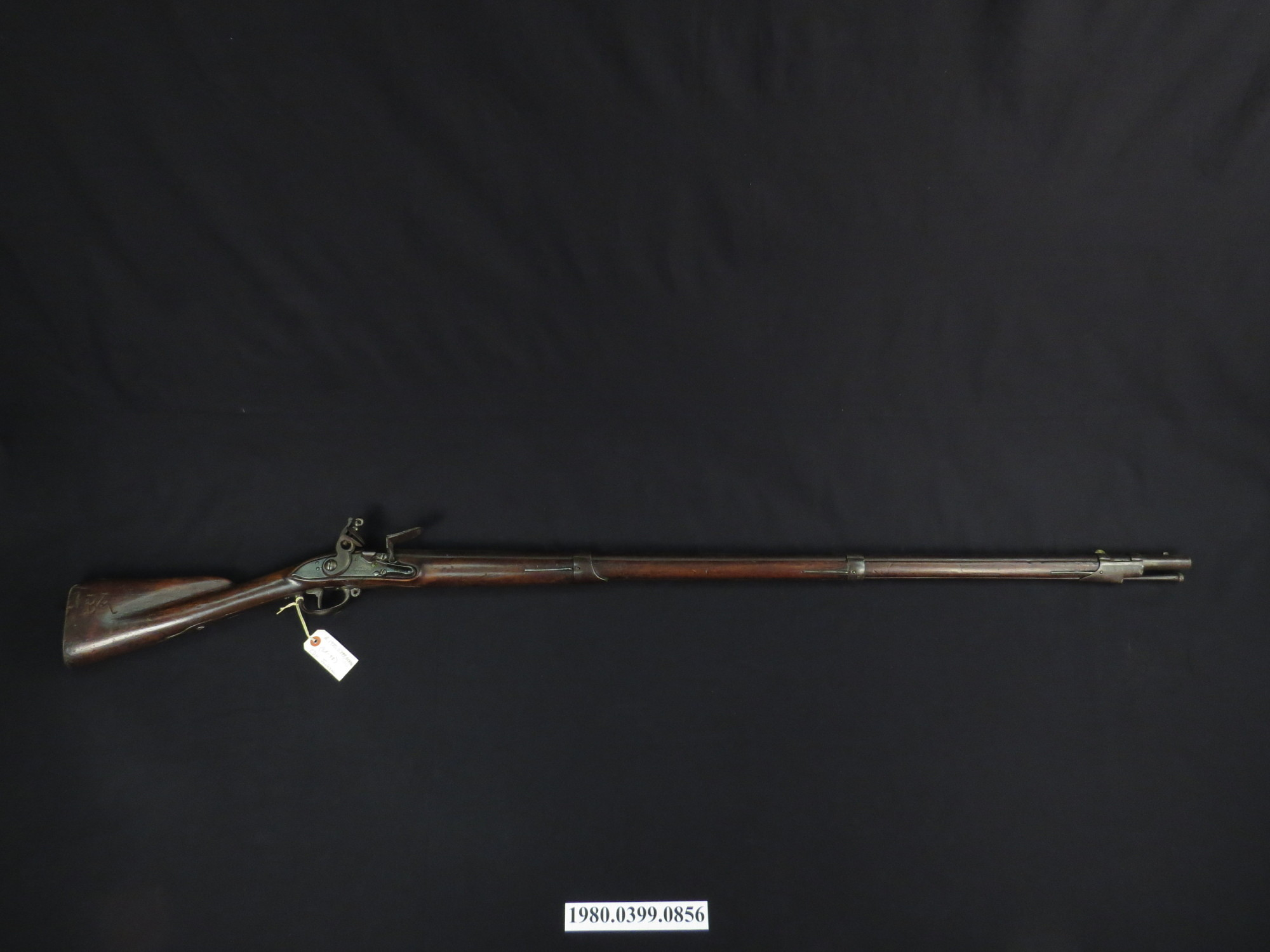

يتميز موديل ام 1757بصفات التصميم المرتبطة بهذه الفترة من الحرب البرية (بشكل عام مشاة الخط ) - كانت هذه البنادق طويلة وثقيلة مصنوعة في المقام الأول من أخمص خشبي من قطعة واحدة يحتوي على السبطانة الفولاذية و اجزاء قفل البندقية. كأسلحة تحميل كمامة، تم تحميلها أسفل نهاية كمامة البندقية مما استلزم استخدام مثبت قوي في قناة في المخزون أسفل السبطانة. تم لصق المخزون على السبطانة في نقاط متعددة، وعادةً ما يكون هناك شريطان من البراميل النحاسية وغطاء أنف في المقدمة والذي كان به أنبوب قوي مصبوب عليه. كانت آلية إطلاق النار من طريقة أم فتيلة التي تتطلب وضع قطعة من الصوان في الرذيلة وتصويبها للخلف قبل إطلاق النار. تضمنت الخطوات الإضافية تحميل المسحوق الأسود داخل المقلاة وأسفل البرميل، قبل إدخال بقية الذخيرة التي تتكون من كرة المسكيت "الخردقة" وخرطوشة الورق والتي تتضاعف أيضًا كحشوة . يشتمل الأخمص الخشبي على قبضة مائلة قليلاً تمتد للأسفل لتصبح دعامة للكتف (أو اخمص الكتف)، ومغطاة بطبقة معدنية. سمحت التركيبات الموجودة على طول الجزء العلوي من البرميل بتوجيه البندقية. تم ضبط الزناد داخل حلقة مستطيلة ( واقي الزناد ) تحت الإجراء كالمعتاد. في حين أن بقية البقية كانت تشبه ظاهريًا البنادق الأخرى في القرن الثامن عشر، إلا أن القفل كان فريدًا من نوعه، كونه من نوع "Miquelet" الإسباني المميز. أدى هذا الإجراء إلى إعادة صياغة بعض ممارسات التصميم المقبولة لقفل الصوان - بشكل أساسي عند النابض الرئيسي والمطرقة (أو الديك).  في نهاية المطاف، تم تحويل العديد من قبعات فلينتلوك إلى قبعة الإيقاع في منتصف القرن التاسع عشر.